# Parc national d’Anticosti
Der Parc national d’Anticosti ist einer der aktuell 27 Nationalparks in der kanadischen Provinz Québec. Dort entspricht ein Parc national dem, was in den übrigen Provinzen einem Provincial Park entspricht. Der Park wird von Sépaq (französisch Société des établissements de plein air du Québec bzw. englisch Society of outdoor recreation establishments of Quebec) betrieben. Der Park liegt auf der namensgebenden Insel Anticosti und umfasst eine Fläche von 571,8 km².

## Aufgabe
Die Aufgabe des Parks besteht darin, den mindestens 133 Vogelarten und 24 Säugetierarten ein Refugium zu bieten. Dazu begann die Provinzregierung 1985, die Insel zurückzukaufen um einen Park einzurichten. Dieser wurde 2001 gegründet.

## Flora und Fauna
Seit der Besiedlung wurde eine Reihe von Tierarten eingeführt, wie etwa Lachse, dann Weißwedelhirsche (heute leben über 100.000 auf der Insel), Elche (von ihnen dürfen jährlich 9000 abgeschossen werden), Schneeschuhhasen, Biber sowie die Bisamratte.
Die Vogelpopulation weicht nur geringfügig vom benachbarten Festland ab, doch existiert hier eine der größten Kolonien von Weißkopfseeadlern in Nordamerika. Reptilien und Amphibien waren hier ursprünglich nicht heimisch, doch wurden mehrere Froscharten eingeführt.

## Geologie
Anticosti, das zwanzig Millionen Jahre einen Teil des Meeresgrunds bildete, ist heute von einer bis zu 1000 m dicken Sedimentschicht bedeckt. Während der letzten Eiszeit war die Insel von einem so schweren Eismantel bedeckt, dass sie bis zu 150 Meter einsank, um vor etwa zehn Jahrtausenden langsam wieder aufzutauchen. Dabei hinterließen schmelzendes Eis und abfließende Wassermassen zahlreiche Schluchten auf der Insel.

## Geschichte
Vor der Besiedlung gab es auf der Insel sieben Säugetierarten: Schwarzbären, Fischotter, dazu Rotfuchs, Fichtenmarder, Hirschmaus sowie  zwei Fledermausarten aus der Gattung der Mausohren, die Kleine Braune Fledermaus (Myotis lucifugus) und das Nordamerikanische Mausohr (Myotis septentrionalis).
Zwar jagten Innu auf der Insel Otter, und auch Mi'kmaq suchten die Inseln auf, doch blieb die Insel wohl unbewohnt. Gelegentlich kamen französische, baskische und portugiesische Fischer hinzu, doch überließen sie die Jagdgebiete weitgehend den Innu. Der vom französischen König privilegierte Louis Joliet ließ 1681 im Nordwesten der Insel einen Handelsposten errichten, den sein Sohn Charles als Seigneur über die Insel weiterführte, doch nach dessen Tod verfiel der Posten. Obwohl Anticosti an ein Unternehmenskonsortium verkauft wurde, kam es nie zu einer Nutzung seitens der neuen, britischen Kolonialherren.
1872 erwarb die als Forsyth Company bekannte Gesellschaft die Insel. Einige Akadier und Neufundländ siedelten an der English Bay, bei Lance au Cutter und an der Fox Bay. Trotz mehrerer Bankrotte weigerte sich die kanadische Regierung, Anticosti zurückzukaufen.

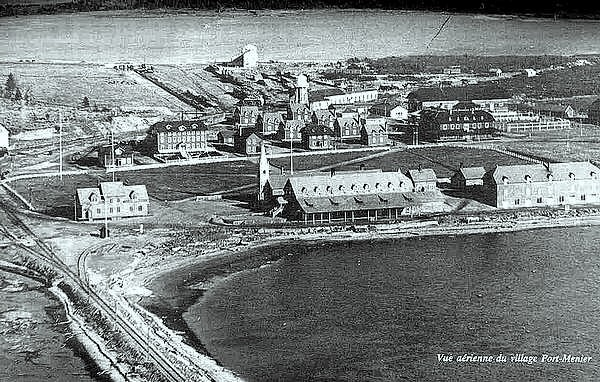
Luftbild von Fort Menier auf Anticosti, 1895

Henri Menier, der Anticosti 1895 kaufte, führte 150 Hirschkühe aus Virginia ein. Ihr Bestand wird heute auf mehr als 150.000 Tiere geschätzt. Die Ansiedlung von Bisons und Wapiti bzw. Rothirschen scheiterte jedoch. Ab 1899 siedelte die Regierung die Siedler gegen ihren Widerstand nach Renfrew und Perth in Ontario, ja, sogar nach Dauphin in Manitoba um.
Inzwischen lebten 200 Siedler in Bay-Holy-Clare, 127 in L’Anse au Cutters und 14 am Fox River. Menier starb 1913, ihm folgte sein Bruder Gaston Menier als Besitzer der Insel. Er verkaufte sie 1926 an die Anticosti Corporation, die bis 1929 einen erheblichen Teil des Waldbestandes abholzte. 1931 ging Anticosti an die Consolidated Paper Corporation, die sich als erste im Tourismus versuchte.
Erst Anfang des 20. Jahrhunderts ging man zu den für Nordamerika typischen Kahlschlägen über. 1908 bis 1918 wurden 1,8 Millionen m³ eingeschlagen, 1926–1930 1,3 Millionen, 1946–1971 waren es nur noch 0,145 bis 0,36 Millionen pro Jahr.
1974 kaufte die Regierung Québecs die Insel für 26.363.000 Dollar zurück und errichtete ein Schutzgebiet. Es umfasste 572 km², dazu kamen noch zwei ecological reserves, nämlich Pointe-Heath (19 km²) und Grand-Lac-Salé (24 km²).
Nach dem völligen Zusammenbruch der Waldbestände stieg die Holzmenge seit 1995 (0,1 Millionen) wieder an; im Jahr 2005 waren es 0,175 Millionen m³.